# Wolfsberg-Tunnel
Der Wolfsberg-Tunnel ist einer von insgesamt zwölf Tunneln der aus der Pfälzischen Ludwigsbahn hervorgegangenen Bahnstrecke Mannheim–Saarbrücken und mit 320 Metern nach dem Heiligenberg- sowie dem Schönberg-Langeck-Tunnel ihr drittlängster.

## Lage
Der Tunnel befindet sich auf der Gemarkung der kreisfreien Stadt Neustadt an der Weinstraße unweit von deren nordwestlichen Siedlungsrand in Form der Sauloogsiedlung. Er dient der Abkürzung einer Schlaufe des Speyerbach zur Unterquerung des namensgebenden Wolfsbergs und liegt inmitten des Naturschutzgebiets am Wolfsberg. In unmittelbarer Nähe des Tunnels steht die Ruine der Wolfsburg. Beim Südportal befindet sich eine Kläranlage. Bis vor einigen Jahren verfügte in diesem Bereich eine Fabrik noch über ein Anschlussgleis.

## Geschichte
Am 21. Dezember 1837 erteilte der bayerische König Ludwig I. dem Bau einer Magistrale in Ost-West-Richtung von der Rheinschanze nach Bexbach die Zustimmung. Zwischen Neustadt und Frankenstein mussten für den Anstieg zahlreiche Hügel und Ausläufer von Bergen überwunden werden. Unter ihnen befand sich auch der Wolfsberg. Dies erforderte in diesem Bereich den Bau eines insgesamt 320 Meter langen Tunnels. Bereits seit 1847 war der Verkehr von Ludwigshafen nach Neustadt eröffnet worden, 1848 folgte in zwei Etappen der Abschnitt Homburg–Frankenstein. Am 25. August 1849 folgte der Lückenschluss zwischen Frankenstein und Neustadt einschließlich des Wolfsberg-Tunnels. Zuvor hatten Kutschen den Verkehr zwischen den beiden Streckenteilen übernommen. Im Juli 1856 war die Ludwigsbahn dann durchgehend zweigleisig befahrbar.
Da die Magistrale von Mannheim nach Saarbrücken schon immer für den Fernverkehr eine große Bedeutung besaß, wurde sie ab 1960 schrittweise elektrifiziert. Der Wolfsberg-Tunnel musste für die Elektrifizierung aufgeweitet werden. Dies verzögerte die Fertigstellung des elektrischen Betriebs, der schließlich ab dem 12. März 1964 auf gesamter Länge aufgenommen werden konnte.